# 草酸铁
草酸铁是铁(III)的草酸盐，化学式为Fe2(C2O4)3。有毒。

## 化学性质
草酸铁可以溶于过量的草酸盐溶液中，形成配合物。
草酸铁在强光照射下分解，颜色变绿。